# Артур Адамов
Артур Адамов (фр. Arthur Adamov; Кисловодск, 23. август 1908 — Париз, 15. март 1970) био је француски књижевник јерменског порекла. Потицао је из богате породице која је поседовала нафтне изворе у Каспијском језеру, али је богатство убрзо нестало услед коцкарских дугова његовог оца и национализације имовине након Октобарске револуције. Након Кисловодска, Бакуа, Женеве и Мајнца настањује се у Паризу, у којем ће остати до краја свог живота. Био је политички ангажован као интелектуалац леве политичке оријентације.
Драме је почео да пише после Другог светског рата. Написао је комаде: Пародија (1947), Инвазија (1949), Велики и мали Маневар (1950) Професор Таран (1953), Пинг-понг (1955), Паоло Паоли (1957), Пролеће 71 (1960), Политика остатка (1962), Г. Умерењак (1967), Кад би се лето вратило (1970). У својим делима драматизовао је непрекидну, очајничку потрагу човека за смислом. Заједно са Бекетом и Јонеском сматра се утемељивачем театра апсурда. За разлику од њих двојице, Артур Адамов није стекао светску славу током живота.
Поред драма, написао је неколицину приповедака, аутобиографску прозу, позоришне чланке и есеје. Адамов је био и плодан преводилац са руског и немачког.

## Биографија
Рођен је 23. августа 1908. у Кисловодску у богатој јерменској породици, која је била власник петролејских извора. У складу са традицијом богатих руских породица, Адамов је образован у француском духу и на француском језику. Заједно са породицом, када му је било четири, преселили су се у Немачку, а након избијања Првог светског рата, пребегли су у Швајцарску. Његов отац, страствени коцкар, изгубио је готово читаво богатство у немачким и швајцарским коцкарницама, а оно мало породичног иметка што је остало изгубили су услед национализације имовине после Октобарске револуције.
Адамов се 1924. преселио у Париз. Сиромашан и без сталног запослења међуратне године је провео на маргини париског књижевног живота. Склон алкохолу и боемији, дружио се са надреалистима и другим француским уметницима. Посебно важна пријатељства у овом периоду склопио је са Антонином Артоом и Мартом Робер. Са пријатљем Сержом Виктором Арановићем оснива часопис Discontinuité (изашао само један број) у којем објављује стихове. Са Сержом Викторем и још неколицином пријатеља објавио је збирку есеја Исправљање. Због говора упућених против колаборационистичке владе ухапшен је 1941, да би шест месеци провео у концентарационом логору у Аржелеу.
После ослобођења са Мартом Робер покренуо је часопис L'Heure nouvelle (појавиће се два броја), објавио је аутобиографију Признање (1946) и завршио своју прву драму Пародија (1947), која због недостатка новца неће бити изведена на сцени све до 1951. У новембру 1950. Жан Мари Серо поставио је на сцену Адамовљев други комад Мали и велики маневар, а само пет дана касније Вилар је поставио његов трећи комад Инвазију. Адамовљеве драме су махом имале половичан успех, те је увек имао проблема да пронађе финансијска средства за њихову реализацију. Педесетих и шездесетих година Адамов је написао: Професора Тарана, Све против свих (обе драме су написане 1951, изведене 1953), Пинг-понг (прва верзија написана 1951, изведена 1955), Паола Паолија (1957), Песму сиромаха (започета 1961, никада није завршена), Пролеће 71 (написана 1960, изведена 1963), Политику остатка (написана 1962, изведена 1967), Г. Умерењака (1967) и Кад би се лето вратило (1968). Оженио се 1961. после петнаестогодишње везе са Жеки Т, познатијом под надимку Бизон, а 1964. је провео у Америци држећи предавања о Флоберу, Валерију и модерном позоришту. Артур Адамов је током читавог живота био политички ангажован, супроставио се сарадњи са нацистима, француској репресији у Алжиру и рату у Вијетнаму. Шездесетих година је све дубље тонуо у алкохолизам и зависност од наркотика, те му се здравствена ситуација од 1965. драстично погоршала. Умро је у Паризу 15. марта 1970, услед последица случајног предозирања Барбитуратима.

## Поетика
Драмско стваралаштво Артура Адамова настало је под снажним утицајем експресионизма, надреализма, Кафкине прозе и драмског стваралаштва Стриндберга, Артоа и Брехта. Његове драме истражују изолацију, отуђеност и узалудност човека у потрази за смислом. Он је драматизовао ову непрекидну, очајничку потрагу у виду апсурдних ситуација, које су неретко обојене црним хумором. Ове поетичке особености га повезују са стваралаштвом Бекета и Јонеска. Заједно са њима сматра се утемељивачем театра апсурда.
Адамовљево стваралаштво се може поделити у две фазе. У прву фазу су укључене фатазмагоричне и снолике драме, које су писане под утицајем Стриндберга и Артоа. Друга фаза започиње драмом Пинг-понг, у којој се, под утицајем марксизма и Брехта, Адамов фокусирао на експлицитније исказан социјални коментар и приказивање друштвеног зла. Прелазак из прве фазе у другу био је прелазак с једног строгог фројдовског плана индивидуалних кошмара на социјални план, уз уверење да патња има и социјалне узроке и да су ти узроци уклоњиви. Са становишта стила и драмских поступака, тај се пут могао означити као пут од Кафке (парабола) до Брехта (историја).
Драмски текстови Артура Адамова тесно су везани за позоришно извођење. Како је сам изјавио "Позориште, како га ја разумем, повезано је сасвим и апсолутно са изведбом. Зато се његови комади боље доживљавају виђени у позоришту, него кад се читају као драмски текстови. У својим драмама се често ослањао на визуелне и звучне ефекте који функционишу као дословна репрезентација несвесног и свесног, попут лебдећих сатова без казаљки изнад ликова оптерећених временом у Пародији или флипера у Пинг-понгу.
Ликови су често спречени да кроз говор искажу своје страхове и жеље. У Професору Тарану Адамов показује како језик може бити облик поништења и саморазоткривања. Индиректан алузиван језик, сав у недореченостима у Пинг-понгу игра посебну важну улогу: постављени у објективно лажне ситуације - проистекле из несразмере између безначајног задатка и велике енергије која је у њега уложена - јунаци несвесно говоре једним лажним, пародијским језиком. Тај језик их додатно учвршћује у њиховој апсурдности, компромитује их својом баналношћу и гура их у ситуације чија лажност поприма све трагичнији карактер.
Кроз његово стваралаштво присутна је комика, мада су комични елементи мање присутни него код Бекета и Јонеска. Његови јунаци чезну да буду схваћени озбиљно, али постају предмет исмевања.
Поред драма Артур Адамов је писао приповетке, аутобиографску прозу и велики број чланака и есеја о позоришту и драмској уметности, од којих се посебно издваја есеј о Стриндбергу. Адамов је био и плодни преводилац са немачког и руског на француски језик. Између осталог, превео је: Несвесно и ја Јунга, Чеховљеве драме, Рилкеову Књигу беде и смрти, Пискаторово Политичко позориште, Бихнерову Дантову смрт, Злочин и казну Достојевског итд.

## Преводи на српски
Српска позоришна публика имала је по први пут прилику да се упозна са неким Адамовљевим комадом
1962, када је постављен Професор Таран у режији Јована Путника на сцени Атељеа 212.
Његови текстови нису много превођени на српски језик. Преведен је Увод у позориште II, који је објављен у књизи Рађање модерне књижевности - Драма 1975. (pp. 367–374) и Фрагменти о политичком позоришту у Савременику, 1969. (pp. 273–278). Адамову је посвећен 112. број часописа Градац из 1994.(приредила Мирјана Миочиновић), у којем се налази превод драме Професор Таран, и репрезентативни одломци из његове аутобиографске прозе, есеја, интервјуа као и неколико чланака критичара о Адамовљевом позоришту.

## Одабрана дела

### Драме
- Пародија (La Parodie). 1947
- Инвазија (L'Invasion). 1949
- Велики и мали маневар (La Grande et la Petite Manœuvre). 1950
- Правац марша (Le Sens de la marche). 1951
- Сви против свих (Tous contre tous). 1952
- Професор Таран (Le Professeur Taranne). 1953
- Поновни сусрети (Les Retrouvailles (1953)
- Пинг-понг (Ping-pong). 1955
- Паоло Паоли (Paolo Paoli). 1957
- Мртве душе (Les Âmes mortes). 1960, позоришна адаптација Гогољевог истоименог романа
- Пролеће 71 (Le Printemps 71). 1961
- Политика остатака (La Politique des restes). 1962
- Света Европа (La Sainte Europe). 1965
- Г. Умерењак (M. le Modéré). 1967
- Кад би се лето вратило (Si l'été revenait). 1970

### Аутобиографска проза
- Признање (L'Aveu 1946)
- Човек и дете (L'Homme et l'Enfant 1968)
- Ја... они... (Je... ils... 1969)

### Друге публикације
- Париска комуна 18. март - 28. мај 1871 (La Commune de Paris, 18 mars - 28 mai 1871). 1959, уредник антологије
- Овде и сада (Ici et Maintenant). 1964
- Арто дневно (Artaud vivant). 1980, постхумно
- Стриндберг (Strindberg (1982), постхумно
- Други (L'Autre (1985), постхумно